# Разгром (опергруппа НКГБ УССР)
Разгром (укр. «Розгром») — оперативная группа НКГБ УССР под командованием Бурлаченко Григория Фёдоровича («Петров»), действовавшая при Ровенском партизанском соединении № 1. В состав входило 4 оперативных работника и 2 радиста.

## Деятельность
7 октября 1943 года была заброшена в тыл противника. По прибытии в партизанское соединение руководитель группы «Петров» (Бурлаченко Григорий Фёдорович) был назначен также заместителем генерал-майора В. А. Бегмы по оперативной части.
За время нахождения в тылу противника группой завербовано для разработки украинского и польского националистического подполья 20 агентов, выявлено и взято на учёт 932 участника ОУН-УПА и их сторонники, добыта нелегальная оуновская литература.
Члены опергруппы принимали участие в боевых операциях как против фашистских войск, так и против отрядов УПА, систематически добывали разведывательные сведения о противнике, по которым информировались НКГБ УССР, командование партизанских отрядов и частей Красной армии.
Осуществляя агентурную и войсковую разведку, группа ставила в известность командование о дислокации и положении дел в формированиях УПА. Используя эту информацию Ровенское соединение № 1 уничтожило свыше 300, захватило 16 и арестовало 40 членов ОУН-УПА.
Согласно полученному заданию «Петров» должен был установить связь с агентурой НКГБ УССР, оставленной в тылу противника, однако связь была установлена только с одним агентом, так как остальные выехали в неизвестном направлении.
После соединения с частями Красной армии опергруппа «Разгром» в феврале 1944 года прибыла в Киев, где была расформирована.